# Hesperocharis lactea
Hesperocharis lactea is een vlinder uit de familie van de witjes (Pieridae). De wetenschappelijke naam van de soort is voor het eerst geldig gepubliceerd in 1879 door Burmeister.